# Edmund Holzfeind
Edmund Holzfeind (* 18. September 1897 in Wien; † 2. September 1974 ebenda) war ein österreichischer Politiker (SPÖ) und Postangestellter. Er war von 1945 bis 1949 Mitglied des Bundesrates und von 1949 bis 1962 Abgeordneter zum österreichischen Nationalrat.

## Leben
Holzfeind besuchte die Volks-, Bürger und Handelsschule und erlernte den Beruf des Kaufmanns. Er war ab 1919 Angestellter der Postgewerkschaft und wurde 1923 Sekretär dieser Organisation. 1934 verlor er infolge des Österreichischen Bürgerkrieges seine Anstellung und wurde leitender kaufmännischer Angestellter (Buchhaltungschef) der Firma Uher & Co. Gleichzeitig betätigte er sich von 1934 bis 1945 illegal innerhalb der Freien Gewerkschaft der Post- und Telegraphenbediensteten. Er wurde später wieder Postangestellter und 1945 Zentralsekretär der Gewerkschaft der Post- und Telegraphenbediensteten.
Holzfeind vertrat die SPÖ zwischen dem 19. Dezember 1945 und dem 8. November 1949 im Bundesrat und war danach vom 8. November 1949 bis zum 14. Dezember 1962 Nationalrat. Zudem wirkte er als Mitglied des Bundesvorstandes des Österreichischen Gewerkschaftsbundes.
Holzfeind wurde nach seinem Tod am 17. September 1974 auf dem Ottakringer Friedhof bestattet.

## Auszeichnungen
- 1956: Großes Ehrenzeichen für Verdienste um die Republik Österreich[1]